# Вічність і один день
«Вічність і один день» (англ. Forever and a Day) — американський військовий фільм, знятий під час Другої світової війни. У його створенні взяли участь 7 режисерів (всі вони також виступили продюсерами), 22 сценариста і 78 відомих акторів.

## Сюжет
Восени 1940 року американець Гейтс Трімбл-Помфрет вирушає до Лондона, щоб продати свій старий особняк. Там він знайомиться з нинішньою мешканкою будинку, Леслі Трімбл, яка всіляко намагається відмовити його від продажу. Оскільки нацисти регулярно бомблять місто, їм доводиться провести усю ніч у бомбосховищі, де дівчина розповідає американцеві історію особняка з 1804 року, коли він був побудований, до нинішнього часу; а також про давні зв'язки сімейств Трімбл та Помфрет.

## У ролях
| - Кент Сміт — Гейтс Трімбл-Помфрет - Рут Воррік — Леслі Трімбл - Обрі Сміт — адмірал Юстас Трімбл - Рей Мілланд — лейтенант Вільям Трімбл - Мей Вітті — місіс Люсі Трімбл - Джессі Меттьюс — Мілдред Трімбл - Анна Лі — Корнелія Трімбл - Браян Агерн — Джим Трімбл - Роберт Каммінгс — Нед Трімбл - Едвард Хортон — сер Ентоні Трімбл-Помфрет - Патрік Ноулс — син Трімбл-Помфрета - Джун Дюпре — Джулія Трімбл-Помфрет - Ізабель Елсом — леді Трімбл-Помфрет - Венді Баррі — Едіт Трімбл-Помфрет - Клод Рейнс — Емброуз Помфрет - Аян Хантер — Декстер Помфрет - Чарльз Лоутон — Белламі, дворецький Декстера - Реджинальд Гардінер — помічник керуючого готеля - Віктор Маклаглен — Арчибальд Спавін, швейцар готеля - Ельза Ланчестер —служниця в готелі Меймі - Артур Трічер — другий спостерігач за повітрям | - Джун Локхарт — дівчина в бомбосховищі - Седрік Хардвік — містер Дабб - Герберт Маршалл — священик в бомбосховищі - Едмунд Гвен — Стаббс - Ламсден Гер — Фітч - Джин Локхарт — Кобблуїк - Анна Нігл — Сьюзен Тренчард - Клод Аллістер — Вільям Барстоу - Реджинальд Оуен — адвокат Сімпсон - Бастер Кітон — помічник сантехніка - Монтагю Лав — сер Джон Банн - Сесіл Келлауей — гість на обіді - Айда Лупіно — служниця Дженні - Ерік Блор — дворецький Чарльз - Мерл Оберон — Марджорі Ісмей - Уна О'Коннор — місіс Каролін Ісмей - Емілі Фітцрой — місіс Фалчер - Річард Гайдн — містер Батчер - Одетт Міртіл — мадам Гебі - Найджел Брюс — майор Герроу - Роланд Янг — Генрі Беррінджер - Гледіс Купер — місіс Беррінджер - Дональд Крісп — капітан Мартін |

## Прем'єрний показ в різних країнах
| - США — 21 січня 1943 - Швеція — 27 вересня 1943 - Португалія — 13 березня 1944 - Італія — 22 серпня 1945 | - Франція — 18 жовтня 1947 - Гонконг — 3 червня 1948 - Данія — 10 листопада 1952 - Бельгія — 20 лютого 1953 | - Австрія — 13 листопада 1953 - Філіппіни — 4 березня 1954 - Німеччина — 5 серпня 1993 р. (показ по ТБ) - Фінляндія — 6 серпня 1995 (показ по ТБ) |